# Cygnus OA-9E
Cygnus CRS OA-9E également connu sous le nom Orbital ATK CRS-9 est le dixième vol du cargo spatial Cygnus d'Orbital ATK et son neuvième vol vers la Station spatiale internationale (ISS) dans le cadre du contrat Commercial Resupply Services avec la NASA. La mission a été lancée le 21 mai 2018 à 08:44:06 UTC par le lanceur de classe moyenne, Antares.
Quelque temps après son amarrage à la Station spatiale internationale, le Cygnus OA-9E a réalisé, le 10 juillet 2018, un test de poussé de la station spatiale internationale. Le véhicule a effectué, à l'aide de son moteur principal, une mise à feu de 50 secondes afin d'élever la station spatiale internationale de 90 mètres. C'est la première fois depuis la fin de la navette spatiale qu'un vaisseau américain effectue ce type d'action. Ce test a pour but d'enlever une partie de la charge russe qui était les seuls à pouvoir effectuer cette manœuvre avec le vaisseau cargo Progress.

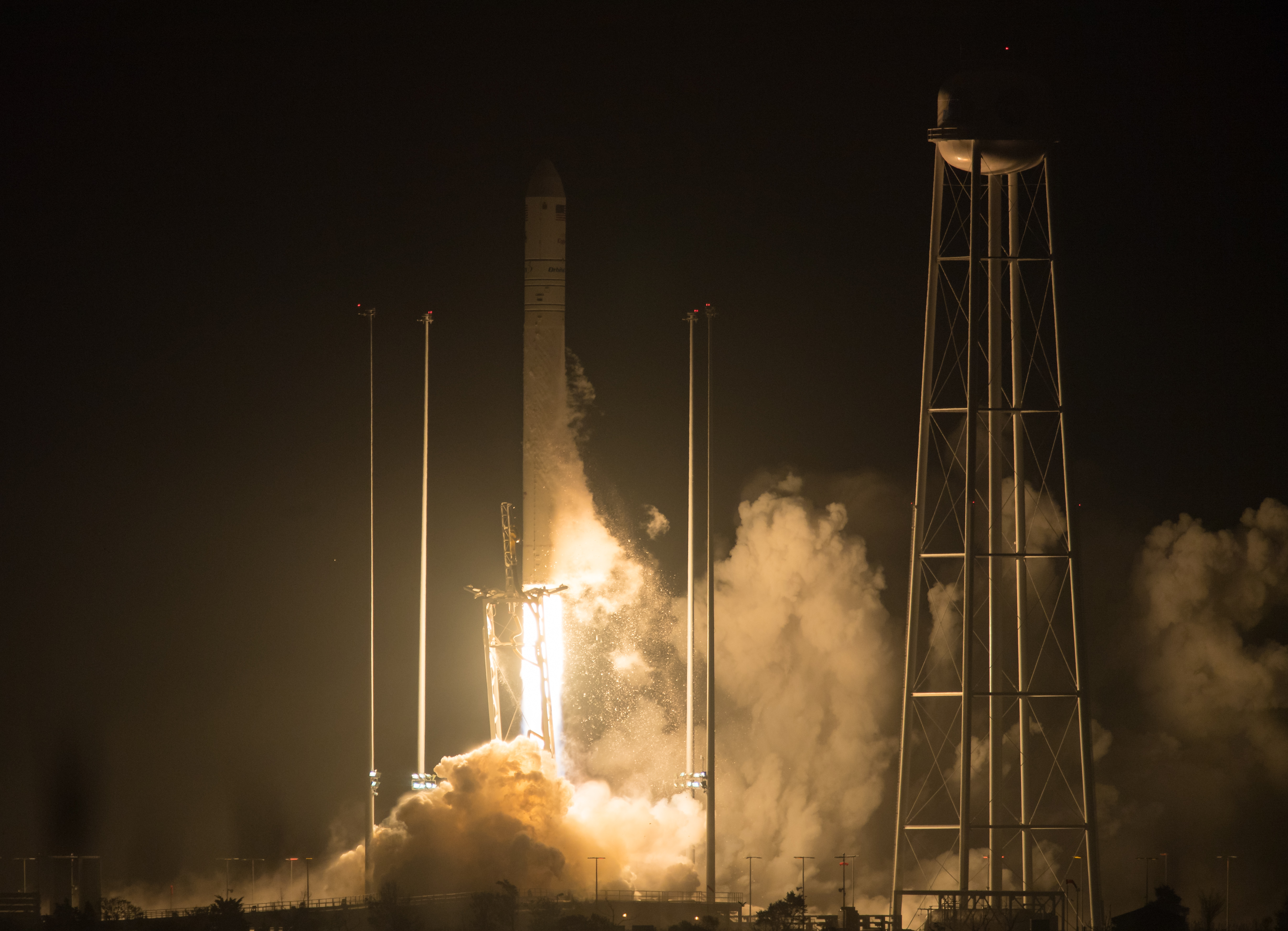
Lancement du Cygnus CRS OA-9E le 21 mai 2018

## Historique
La mission de démonstration COTS a été menée avec succès en septembre 2013, et Orbital a commencé des missions opérationnelles de fret vers l'ISS dans le cadre du programme du Commercial Resupply Services (CRS) avec deux missions en 2014. La troisième mission opérationnelle, Orb CRS-3, a échoué en raison d'un problème d'Antares lors du lancement. La société a décidé d'interrompre la série Antares 100 et d'accélérer l'introduction d'une nouvelle version de son lanceur. Antares a été mis à niveau avec des moteurs RD-181 pour son premier étage afin d'offrir de meilleures capacités d'emport de charge utile et une fiabilité accrue.
Entre-temps, la société avait signé un contrat avec United Launch Alliance pour un lancement par une Atlas V du CRS OA-4 fin 2015 depuis Cap Canaveral, en Floride et pour un deuxième lancement Atlas V en 2016,. La société avait prévu des missions Cygnus pour le premier (CRS OA-5), le deuxième (CRS OA-6) et le quatrième trimestre (Cygnus OA-7) de 2016. Deux d'entre eux ont été lancés par le nouvel Antares 230 et un sur le deuxième Atlas V susmentionné. Ces trois missions ont permis à Orbital ATK de couvrir son obligation initiale de charge utile sous contrat CRS. Cette mission particulière fait partie d'un programme d'extension qui permettra à la NASA de couvrir les besoins de réapprovisionnement de l'ISS jusqu'à l'entrée en vigueur du contrat Commercial Resupply Services-2 (CRS-2). Elle est nommée OA-9E plutôt qu'OA-9, tout comme la mission précédente OA-8E, car le passage à un mélange d'Atlas V et d'Antares 230, plus puissant, a permis à la compagnie de couvrir son contrat initial avec seulement 7 vols, même en comptant l'échec de l'Orb-3. Le E indique donc qu'il s'agit en fait d'une extension du contrat de transport de charge utile initialement contracté.
La production et l'intégration du vaisseau spatial Cygnus sont effectuées à Dulles, en Virginie. Le module de service de Cygnus est accouplé au module de fret pressurisé sur le site de lancement, et les opérations de mission sont menées à partir des centres de contrôle de Dulles et de Houston.
Le lancement était initialement prévu le 20 mai 2018 à 09h04 UTC avant d'être reporté au 21 mai 2018 à 08h44 UTC.

## Vaisseau spatial
Il s'agissait du neuvième des dix vols effectués par Orbital ATK dans le cadre du contrat Commercial Resupply Services avec la NASA et ce vol, est considéré comme une extension par rapport aux vols initialement contractés. Il s'agissait du sixième vol du Cygnus PCM de taille augmentée.
Suivant une tradition d'Orbital ATK, ce vaisseau spatial Cygnus a été nommé SS J.R Thompson en l'honneur de l'ancien président et chef de la direction d'Orbital Sciences Corp, décédé en 2017. Il a notamment supervisé le développement de la fusée Antares. Il fut également directeur du centre de vol spatial Marshall de la NASA entre 1986 et 1989 et administrateur adjoint de la nasa entre 1989 et 1991.

## Données
Masse totale de fret : 3 350  kg (7 385 livres) dont :
- Cargaison pressurisée : 3 268 kg 
  - Ravitaillement des équipages : 811 kg (1 788 livres)
  - Enquêtes scientifiques : 1 021 kg (2 251 livres)
  - Équipement pour les sorties dans l'espace : 132 kg (291 livres)
  - Matériel du véhicule : 1 191 kg (2 626 livres)
  - Ressources informatiques : 100 kg (220 livres)
  - Matériel Russe : 13 kg (29 livres)
- Cargaison non pressurisée : 82 kg (181 livres)